# Arqueria

Competição de arqueria em junho de 1983 em Mönchengladbach, Alemanha Ocidental

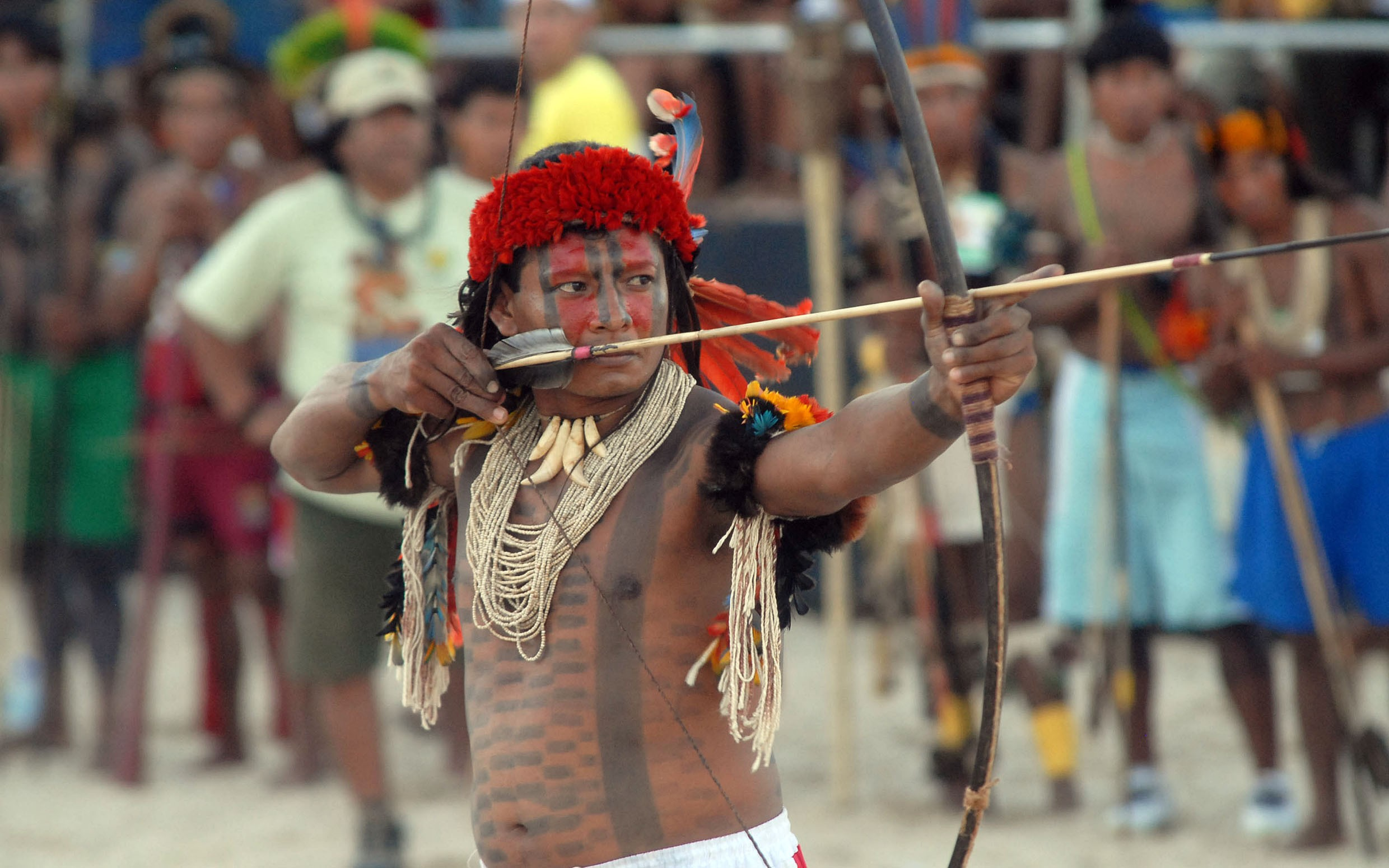
Arqueiro rikbaktsa compete nos Jogos Indígenas do Brasil

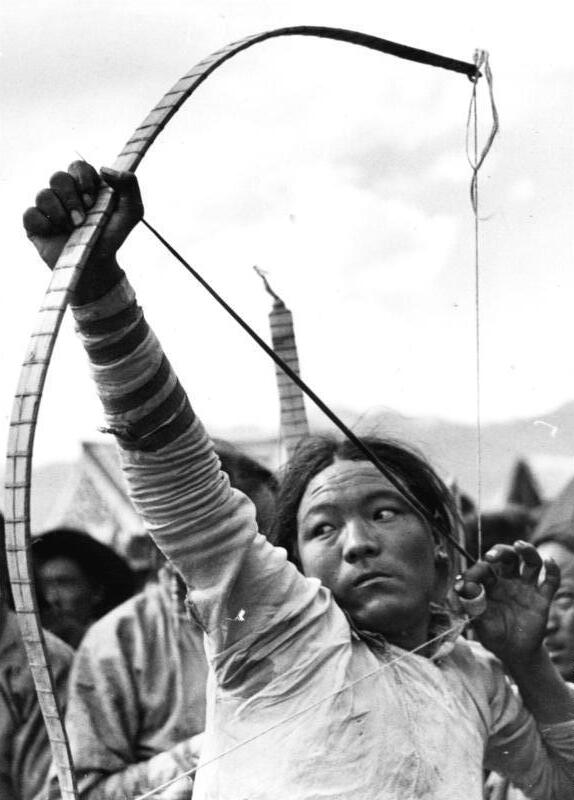
Arqueiro tibetano, 1938

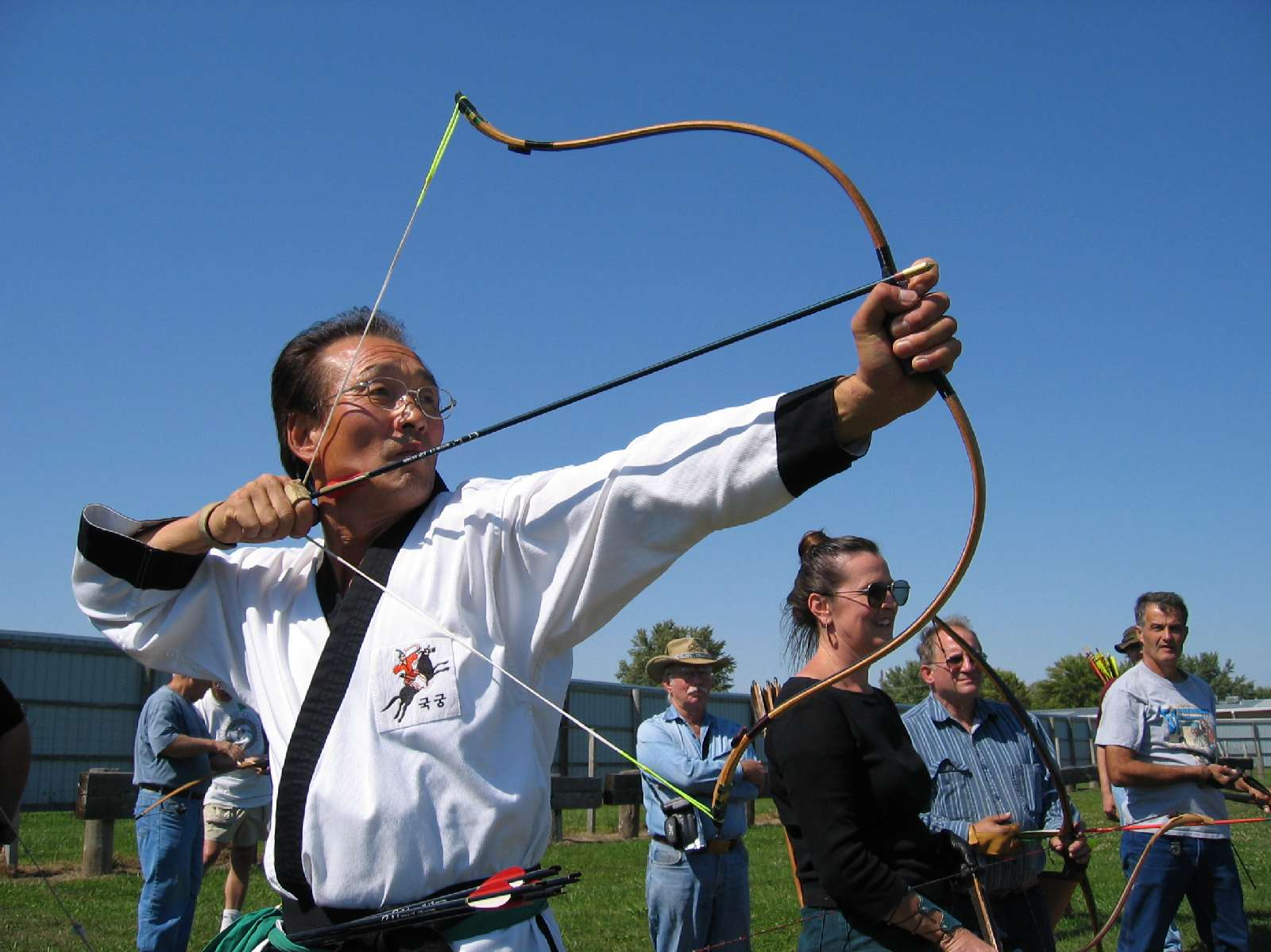
Mestre Heon Kim demonstrando Gungdo, arqueria tradicional coreana (Kuk Kung), 2009

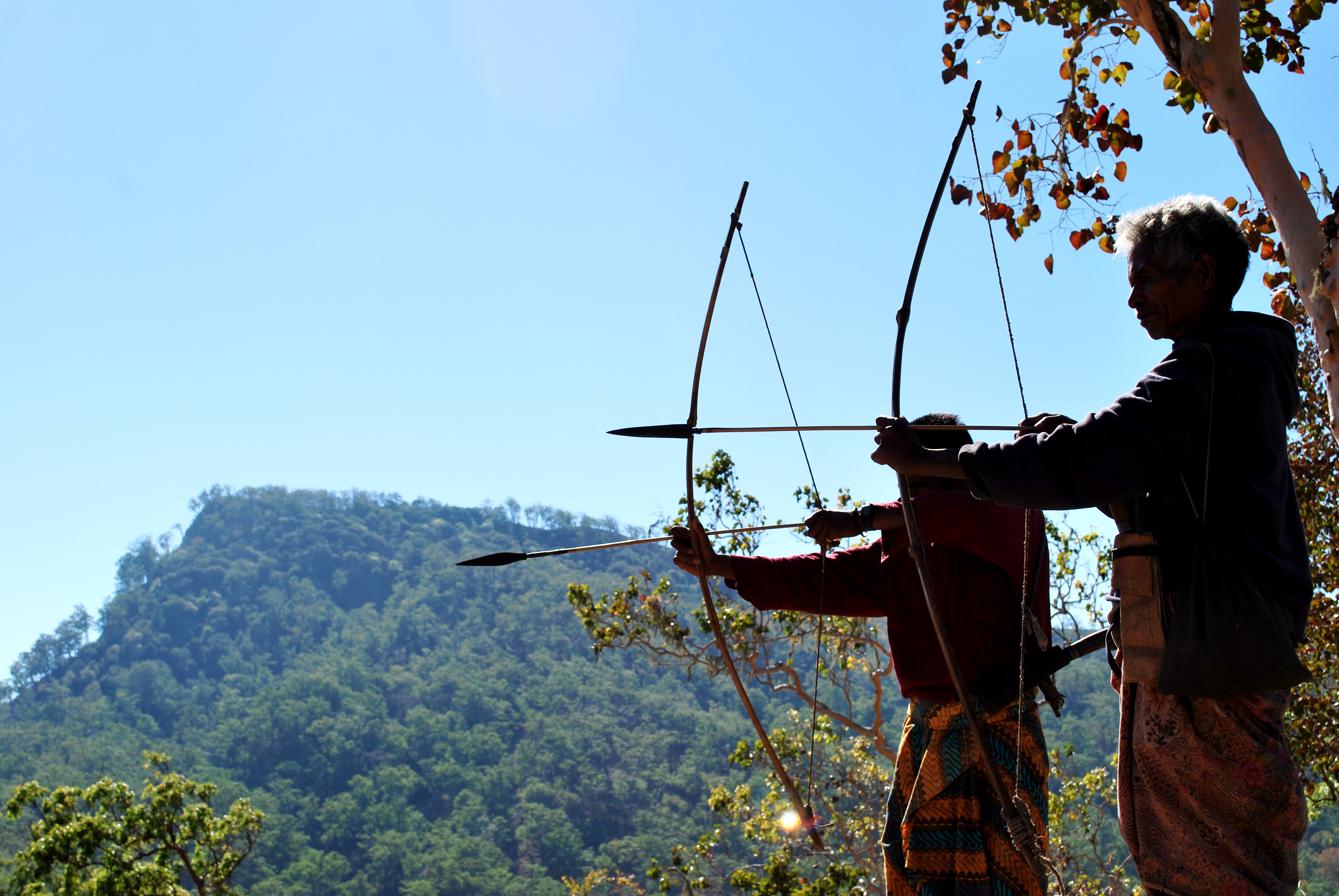
Arqueiros em Timor-Leste

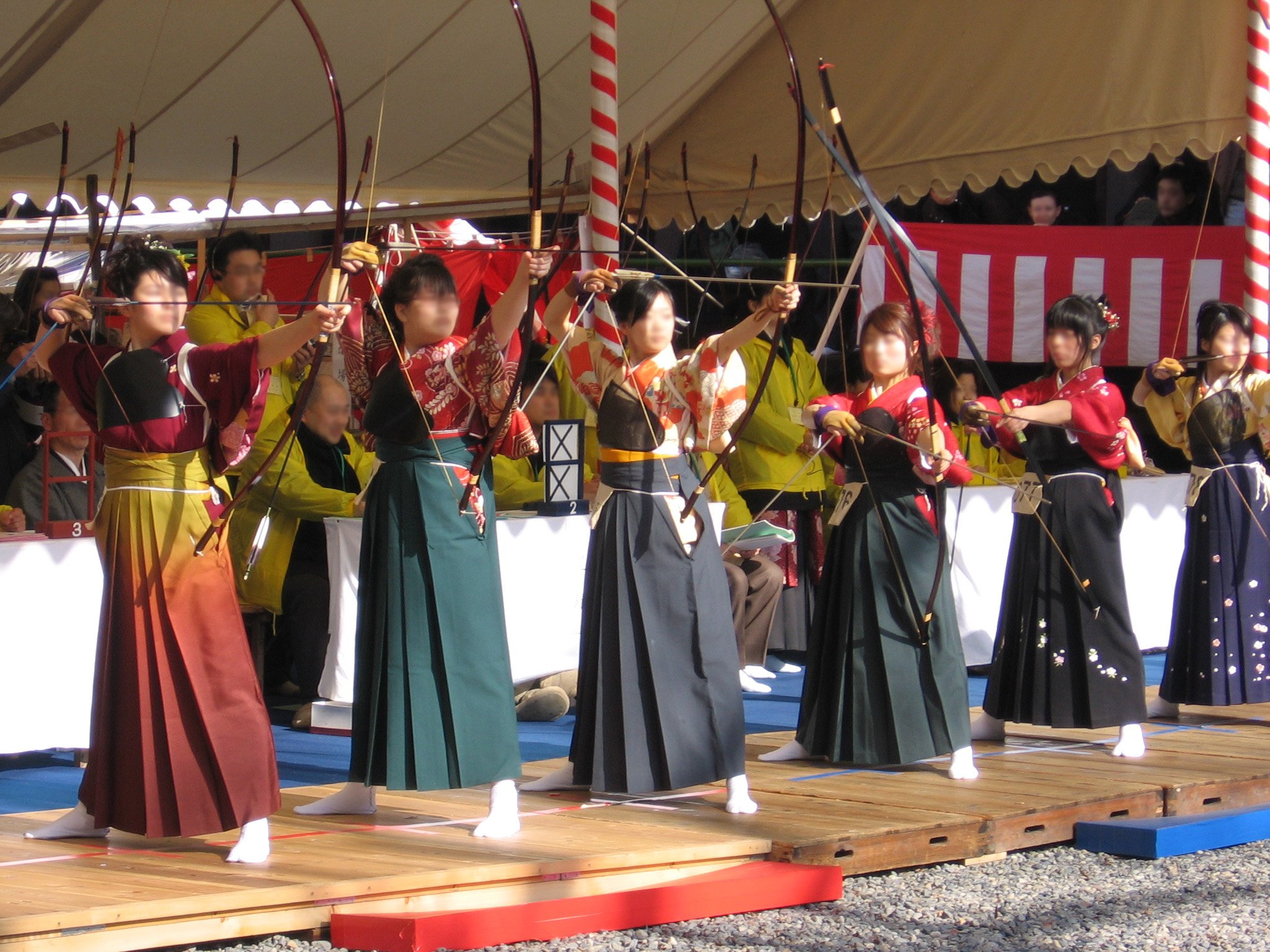
Arqueiras japonesas

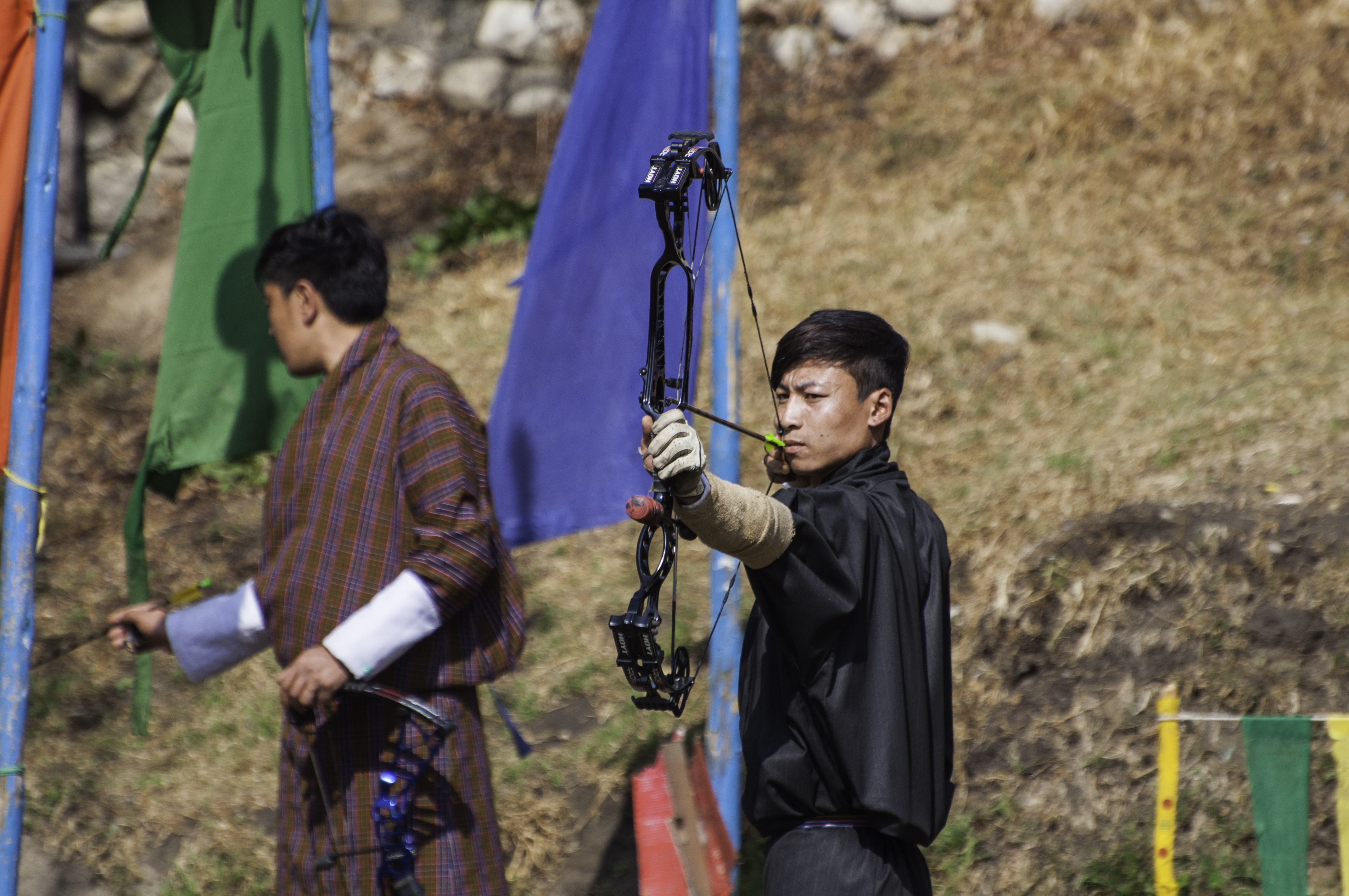
Arqueria no Butão

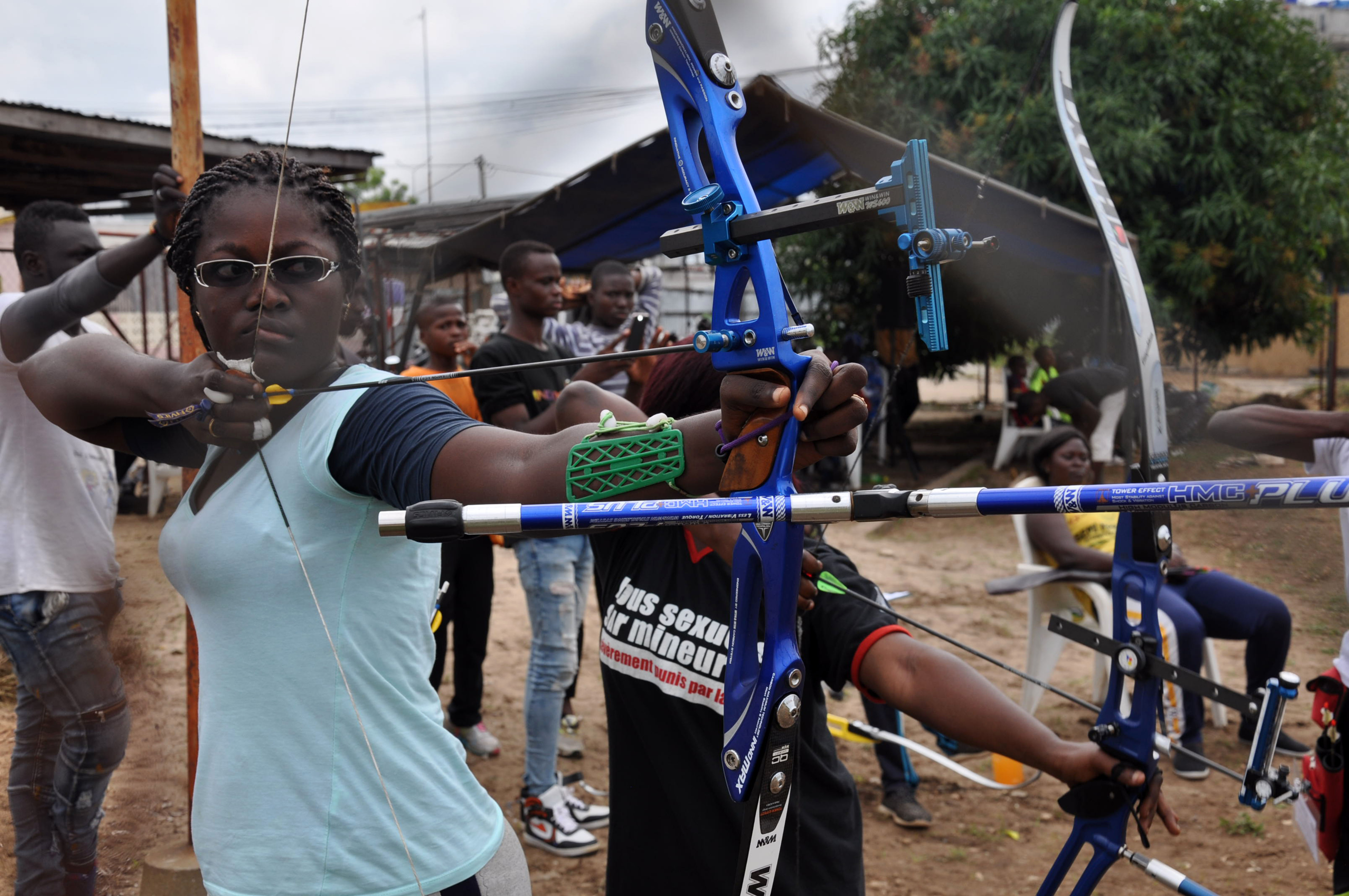
Arqueira em Benim

Arqueria é o esporte, a prática ou a habilidade de usar um arco para atirar flechas. A palavra vem do latim arcus, que significa arco. Historicamente, a arqueria tem sido usada para caça e combate. Nos tempos modernos, é principalmente um esporte competitivo e uma atividade recreativa. Uma pessoa que pratica a arqueria é normalmente chamada arqueiro.

## História

### Origens e arqueria antiga
A evidência mais antiga conhecida do arco e flecha vem de locais da África do Sul, como a caverna Sibudu, onde foram encontrados restos de ossos e pontas de flecha de pedra datados de aproximadamente 72 000 a 60 000 anos atrás. Com base em evidências indiretas, o arco também parece ter aparecido ou reaparecido mais tarde na Eurásia, próximo à transição do Paleolítico Superior para o Mesolítico. Os primeiros vestígios definitivos de arco e flecha da Europa são possíveis fragmentos da Alemanha encontrados em Mannheim-Vogelstang, datados de 17 500 a 18 000 anos atrás, e em Stellmoor, datados de 11 000 anos atrás. As pontas azilianas encontradas em Grotte du Bichon, na Suíça, ao lado dos restos mortais de um urso e de um caçador, com fragmentos de sílex encontrados na terceira vértebra do urso, sugerem o uso de flechas há 13.500 anos. Outros indícios de seu uso na Europa vêm de Stellmoor, no vale de Ahrensburg, ao norte de Hamburgo, na Alemanha, e datam do Paleolítico tardio, cerca de 10 000 a 9 000 a.C. As flechas eram feitas de pinheiro e consistiam em uma haste principal e uma haste dianteira de 15 a 20 cm com uma ponta de sílex. Não existem arcos definitivos mais antigos; são conhecidas hastes pontiagudas anteriores, mas podem ter sido lançadas por arremessadores de lança em vez de arcos. O arco mais antigo conhecido até o momento vem do pântano de Holmegård, na Dinamarca. No sítio de Nataruk, no condado de Turkana, no Quênia, lâminas de obsidiana encontradas incrustadas em um crânio e dentro da cavidade torácica de outro esqueleto sugerem o uso de flechas com ponta de pedra como armas há cerca de 10 000 anos. Os arcos acabaram substituindo o arremessador de lanças como o meio predominante de lançar projéteis com haste em todos os continentes, exceto na Australásia, embora os arremessadores de lanças tenham persistido ao lado do arco em algumas partes das Américas, principalmente no México e entre os inuítes.
Arcos e flechas estão presentes na cultura egípcia e na vizinha cultura núbia desde suas respectivas origens pré-dinásticas e pré-Kerma. No Levante, artefatos que poderiam ser endireitadores de flechas são conhecidos a partir da cultura natufiana (c. 10 800−8 300 a.C.).
As civilizações clássicas, notadamente os assírios, gregos, armênios, persas, partas, romanos, indianos, coreanos, chineses e japoneses, tinham um grande número de arqueiros em seus exércitos. Os acádios foram os primeiros a usar arcos compostos na guerra, de acordo com a estela da vitória de Naram-Sin de Acádia. Os egípcios se referiam à Núbia como "Ta-Seti" ou "A Terra do Arco", já que os núbios eram conhecidos por serem arqueiros experientes e, no século XVI a.C., os egípcios estavam usando o arco composto na guerra. As culturas do Egeu da Idade do Bronze puderam empregar vários fabricantes estatais especializados em arcos para fins de guerra e caça já a partir do século XV a.C. O arco longo galês provou seu valor pela primeira vez na guerra continental na Batalha de Crécy. Nas Américas, a arqueria era muito difundida quando do contato com os europeus.
A arqueria era altamente desenvolvida na Ásia. O termo em sânscrito para arqueria, dhanurvidya, passou a se referir às artes marciais em geral. NA Ásia Oriental, Goguryeo, um dos Três Reinos da Coreia, era conhecido por seus regimentos de arqueiros excepcionalmente habilidosos.

### Arqueria medieval
O arco curto medieval era tecnicamente idêntico aos arcos da era clássica, com um alcance de aproximadamente 91 m. Foi a principal arma de longo alcance do campo de batalha durante o início do período medieval. Por volta do século X, a besta foi introduzida na Europa. As bestas geralmente tinham um alcance maior, maior precisão e mais penetração do que a besta curta, mas sofriam com uma cadência de tiro muito mais lenta. As bestas foram usadas no início das Cruzadas, com modelos que tinham um alcance de 270 cm e eram capazes de penetrar na armadura ou matar um cavalo.
Durante o final do período medieval, o exército inglês era famoso por contar com arqueiros armados com arco longo. O exército francês confiava mais na besta. Assim como seus antecessores, os arqueiros eram mais propensos a serem camponeses ou aldeões do que homens de armas. O arco longo tinha um alcance de até 270 m (890 pés). No entanto, sua falta de precisão em longas distâncias o tornava uma arma de massa e não individual. As vitórias significativas atribuídas ao arco longo, como a Batalha de Crecy e a Batalha de Azincourt, fizeram com que o arco longo inglês se tornasse parte da tradição militar.

### Arqueria montada

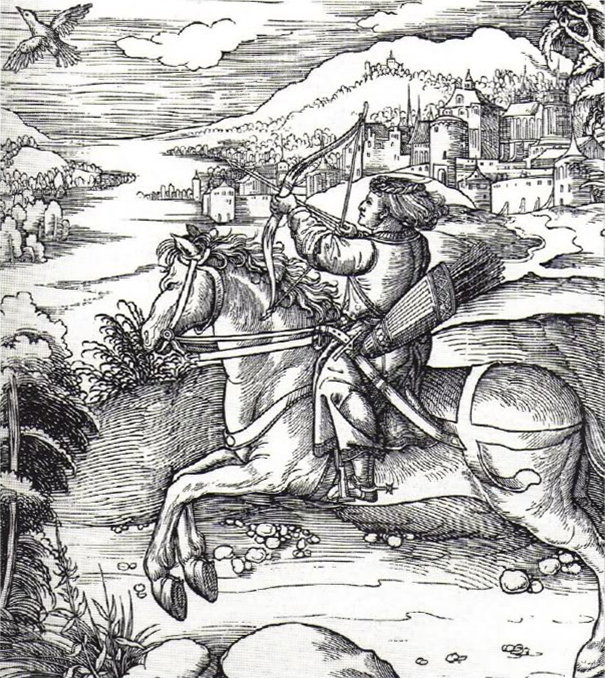
O passatempo favorito do príncipe Maximiliano, gravado por Dürer. A caça de pássaros voadores no lombo de um cavalo a galope era considerada a principal categoria de arqueria.

As tribos da Ásia Central (após a domesticação do cavalo) e os indígenas das planícies americanas (após os europeus terem levado cavalos para a América) tornaram-se extremamente hábeis na arqueria a cavalo. Arqueiros com armaduras leves, mas altamente móveis, eram excelentes para a guerra nas estepes da Ásia Central e formavam uma grande parte dos exércitos que conquistaram repetidamente grandes áreas da Eurásia. Arcos mais curtos são mais adequados para uso a cavalo, e o arco composto permitiu que os arqueiros montados usassem armas poderosas. Os turcos seljúcidas usaram arqueiros montados contra a Primeira Cruzada, especialmente na Batalha de Dorileia (1097). Sua tática era atirar na infantaria inimiga e usar sua mobilidade superior para impedir que o inimigo se aproximasse deles. Os impérios de toda a massa terrestre da Eurásia frequentemente associavam fortemente suas respectivas contrapartes "bárbaras" ao uso do arco e da flecha, a ponto de estados poderosos como a dinastia Han se referirem a seus vizinhos, os Xiong-nu, como "Aqueles que usam o arco". Por exemplo, os arqueiros montados dos Xiong-nu os tornaram mais do que páreo para os militares Han, e sua ameaça foi, pelo menos parcialmente, responsável pela expansão chinesa para a região de Ordos, a fim de criar uma zona de amortecimento mais forte e poderosa contra eles. É possível que os povos "bárbaros" tenham sido responsáveis pela introdução da arqueria ou de certos tipos de arcos para seus homólogos "civilizados" - os Xiong-nu e os Han são um exemplo. Da mesma forma, os arcos curtos parecem ter sido introduzidos no Japão por grupos do nordeste asiático.

### Declínio da arqueria
O desenvolvimento das armas de fogo tornou o arco e a flecha obsoletos na guerra, embora às vezes fossem feitos esforços para preservar a prática da arqueria. Na Inglaterra e no País de Gales, por exemplo, o governo tentou impor a prática com o arco longo até o final do século XVI. Isso ocorreu porque se reconheceu que o arco havia sido fundamental para o sucesso militar durante a Guerra dos Cem Anos. Apesar do alto status social, da utilidade contínua e do prazer generalizado da arqueria na Armênia, China, Egito, Inglaterra e País de Gales, Américas, Índia, Japão, Coreia, Turquia e em outros lugares, quase todas as culturas que obtiveram acesso até mesmo às primeiras armas de fogo as utilizaram amplamente, negligenciando a arqueria. As primeiras armas de fogo eram inferiores em termos de cadência de tiro e eram muito sensíveis ao clima úmido. Entretanto, tinham um alcance efetivo maior e eram taticamente superiores na situação comum de soldados atirando uns nos outros por trás de obstruções. Elas também exigiam muito menos treinamento para serem usadas adequadamente, principalmente para penetrar em armaduras de aço sem a necessidade de desenvolver musculatura especial. Assim, os exércitos equipados com armas de fogo podiam oferecer um poder de fogo superior, e os arqueiros altamente treinados tornaram-se obsoletos no campo de batalha. No entanto, o arco e flecha ainda é uma arma eficaz, e os arqueiros têm sido vistos em ação militar no {{séc|XXI}. A arqueria tradicional continua sendo usada como esporte e para caça em muitas áreas.

### Ressurgimento no século XVIII como esporte
As primeiras sociedades recreativas de arco e flecha incluíam a Finsbury Archers e a Ancient Society of Kilwinning Archers. O evento anual Papingo dessa última foi registrado pela primeira vez em 1483. Nesse evento, os arqueiros atiravam verticalmente da base da torre de uma abadia para desalojar um pombo-torcaz colocado a aproximadamente 30 m de altura. A Royal Company of Archers foi formada em 1676 e é uma das entidades esportivas mais antigas do mundo. No entanto, a arqueria continuou sendo um passatempo pequeno e disperso até o final do século XVIII, quando experimentou um renascimento na moda entre a aristocracia. Sir Ashton Lever, um antiquário e colecionador, formou a Toxophilite Society em Londres em 1781, com o patrocínio de George, o Príncipe de Gales.
Sociedades de arqueria foram criadas em todo o país, cada uma com seus próprios critérios rigorosos de inscrição e trajes extravagantes. A arqueria recreativa logo se tornou um evento social e cerimonial extravagante para a nobreza, com bandeiras, música e saudações de 21 tiros para os competidores. Os clubes eram "as salas de visitas das grandes casas de campo localizadas no exterior" e, portanto, passaram a desempenhar um papel importante nas redes sociais da classe alta local. Além de sua ênfase na exibição e no status, o esporte era notável por sua popularidade entre as mulheres. As moças podiam não apenas competir, mas também manter e exibir sua sexualidade enquanto o faziam. Assim, a arqueria passou a atuar como um fórum para apresentações, flerte e romance. Muitas vezes, era conscientemente estilizado à maneira de um torneio medieval, com títulos e coroas de louros sendo apresentados como recompensa ao vencedor. As reuniões gerais foram realizadas a partir de 1789, nas quais as lojas locais se reuniam para padronizar as regras e as cerimônias. A arqueria também foi cooptada como uma tradição distintamente britânica, que remonta à tradição de Robin Hood e serviu como uma forma patriótica de entretenimento em uma época de tensão política na Europa. As sociedades também eram elitistas, e a nova burguesia de classe média era excluída dos clubes devido à sua falta de status social.
Após as Guerras Napoleônicas, o esporte tornou-se cada vez mais popular entre todas as classes e foi enquadrado como uma reimaginação nostálgica da Grã-Bretanha rural pré-industrial. Particularmente influente foi o romance de Sir Walter Scott, Ivanhoe, de 1819, que retratava o personagem heroico Lockseley vencendo um torneio de arqueria.

### Um esporte moderno
Na década de 1840, houve a segunda tentativa de transformar a recreação em um esporte moderno. A primeira reunião da Grand National Archery Society foi realizada em York em 1844 e, na década seguinte, as práticas extravagantes e festivas do passado foram gradualmente eliminadas e as regras foram padronizadas como a "York Round" - uma série de tiros a 55 m, 73 m e 91 m. Horace A. Ford ajudou a melhorar os padrões de tiro com arco e foi pioneiro em novas técnicas de arqueria. Ele venceu o Grand National 11 vezes consecutivas e publicou um guia altamente influente sobre o esporte em 1856.
No final do século XIX, o esporte sofreu um declínio de participação à medida que esportes alternativos, como croquet e tênis, tornaram-se mais populares entre a classe média. Em 1889, restavam apenas 50 clubes de arqueria na Grã-Bretanha, mas o esporte ainda foi incluído nas Olimpíadas de Paris de 1900.
A Associação Nacional de Tiro com Arco dos Estados Unidos foi organizada em 1879, em parte por Maurice Thompson (autor do texto seminal "The Witchery of Archery") e seu irmão Will Thompson. Maurice foi presidente em seu ano inaugural e Will foi presidente em 1882, 1903 e 1904. O presidente de 1910 foi Frank E. Canfield. Hoje é conhecida como USA Archery e é reconhecida pelo Comitê Olímpico e Paraolímpico dos Estados Unidos.
Nos Estados Unidos, a arqueria primitiva foi revivida no início do século XX. O último integrante da tribo indígena Yahi, um nativo conhecido como Ishi, saiu de seu esconderijo na Califórnia em 1911. Seu médico, Saxton Pope, aprendeu muitas das habilidades tradicionais de arqueria de Ishi e as popularizou. O Pope and Young Club, fundado em 1961 e batizado em homenagem a Pope e seu amigo, Arthur Young, tornou-se uma das principais organizações de caça com arco e conservação da América do Norte. Fundado como uma organização científica sem fins lucrativos, o Clube seguiu o padrão do prestigioso Boone and Crockett Club e defendeu a caça com arco responsável, promovendo a qualidade, a caça justa e práticas sólidas de conservação.
A partir da década de 1920, os engenheiros profissionais passaram a se interessar pela arqueria, que antes era um campo exclusivo de especialistas em artesanato tradicional. Eles lideraram o desenvolvimento comercial de novas formas de arco, incluindo o arco recurvo e o arco composto modernos. Essas formas modernas são agora dominantes na arqueria ocidental moderna; os arcos tradicionais são uma minoria. A arqueria voltou aos Jogos Olímpicos em 1972. Na década de 1980, as habilidades da arqueria tradicional foram revividas por entusiastas americanos e combinadas com o novo entendimento científico. Grande parte dessa experiência está disponível na Traditional Bowyer's Bibles (consulte Leitura adicional). A arqueria moderna deve muito de seu sucesso a Fred Bear, um caçador de arco e fabricante de arcos americano.
Em 2021, cinco pessoas foram mortas e três ficaram feridas por um arqueiro na Noruega no ataque de Kongsberg.

### Mitologia
Deidades e heróis de várias mitologias são descritos como arqueiros, incluindo os gregos Ártemis e Apolo, os romanos Diana e Cupido, o germânico Agilaz, continuando em lendas como as de Wilhelm Tell, Palnatoke ou Robin Hood. O armênio Hayk e o babilônico Marduk, o indiano Karna (também conhecido como Radheya/filho de Radha), Abhimanyu, Eklavya, Arjuna, Bhishma, Drona, Rama e Xiva eram conhecidos por suas habilidades de tiro. A famosa competição de arco e flecha, que consiste em acertar o olho de um peixe em rotação enquanto observa seu reflexo na tigela de água, foi uma das muitas habilidades de arco e flecha descritas no Mahabharata. O persa Araxe era um arqueiro famoso. As primeiras representações gregas de Héracles normalmente o retratam como um arqueiro. A arqueria e o arco desempenham um papel importante no poema épico Odisseia, quando Odisseu retorna para casa disfarçado e vence os pretendentes em uma competição de arco e flecha, depois de dar a entender sua identidade ao encordoar e puxar seu grande arco que só ele sabe puxar; um motivo semelhante está presente no poema heroico turco-iraniano Alpamysh.
As Nymphai Hyperboreioi (Νύμφαι Ὑπερβόρειοι) eram adoradas na ilha grega de Delos como assistentes de Ártemis, presidindo os aspectos da arqueria; Hekaerge (Ἑκαέργη), representava o distanciamento, Loxo (Λοξώ), a trajetória, e Oupis (Οὖπις), o objetivo.
Yi, o arqueiro, e seu aprendiz Feng Meng aparecem em vários mitos chineses antigos, e o personagem histórico de Zhou Tong aparece em muitas formas ficcionais. Jumong, o primeiro Taewang do reino Goguryeo dos Três Reinos da Coreia, é considerado pela lenda como um arqueiro quase divino. A arqueria aparece na história de Oguz Khagan. Da mesma forma, a arqueria e o arco estão muito presentes na identidade histórica coreana.
Na crença iorubá da África Ocidental, Oxóssi é uma das várias divindades da caça que são identificadas com a iconografia de arco e flecha e outras insígnias associadas à arqueria.

## Equipamento

### Tipos de arco
Embora haja uma grande variedade nos detalhes de construção dos arcos (tanto históricos quanto modernos), todos os arcos consistem em uma corda presa a membros elásticos que armazenam a energia mecânica transmitida pelo usuário que puxa a corda. Os arcos podem ser divididos em duas categorias: os que são puxados puxando a corda diretamente e os que usam um mecanismo para puxar a corda.
Os arcos puxados diretamente podem ser divididos ainda mais com base nas diferenças no método de construção dos membros, sendo exemplos notáveis os autoarcos, os arcos laminados e os arcos compostos. Os arcos também podem ser classificados de acordo com o formato do arco dos membros quando não são amarrados; em contraste com os arcos retos europeus tradicionais, um arco recurvo e alguns tipos de arco longo têm pontas que se curvam para longe do arqueiro quando o arco está sem corda. A seção transversal do membro também varia; o arco longo clássico é um arco alto com membros estreitos em forma de D na seção transversal, e o arco plano tem membros largos e planos com seção transversal aproximadamente retangular. Os arcos com cabo usam cordas como parte traseira do arco; o peso da tração do arco pode ser ajustado alterando-se a tensão do cabo. Eles eram comuns entre os inuítes que não tinham acesso fácil a boa madeira para arco. Uma variedade de arco com suporte de cabo é o arco Penobscot ou arco Wabenaki, inventado por Frank Loring (Chefe Big Thunder) por volta de 1900, que consiste em um pequeno arco preso por cabos na parte traseira de um arco principal maior.
Em diferentes culturas, as flechas são lançadas do lado esquerdo ou direito do arco, o que afeta a empunhadura e a posição do arco. No arco e flecha árabe, no arco e flecha turco e no arco e flecha japonês. As flechas são lançadas do lado direito do arco, e isso afeta a construção do arco. Na arqueria ocidental, a flecha geralmente é lançada do lado esquerdo do arco para um arqueiro destro.
Os arcos compostos são projetados para reduzir a força necessária para segurar a corda na tração total, permitindo assim que o arqueiro tenha mais tempo para mirar com menos estresse muscular. A maioria dos projetos de arcos compostos usa polias ou rodas elípticas nas extremidades dos membros para conseguir isso. Uma folga típica é de 65% a 80%. Por exemplo, um arco de 27 kg com 80% de desprendimento requer apenas 53 N para ser mantido na tração total. É possível obter até 99% de desprendimento. O arco composto foi inventado por Holless Wilbur Allen na década de 1960 (uma patente americana foi registrada em 1966 e concedida em 1969) e se tornou o tipo de arco mais usado em todas as formas de arqueria na América do Norte.
Os arcos de tração mecânica geralmente têm uma coronha ou outro suporte, como a besta. As bestas normalmente têm comprimentos de tração mais curtos em comparação com os arcos compostos. Por esse motivo, são necessários pesos de tração mais pesados para obter a mesma transferência de energia para a flecha. Esses arcos de tração mecânica também têm dispositivos para manter a tensão quando o arco é totalmente tracionado. Eles não são limitados pela força de um único arqueiro e variedades maiores têm sido usadas como armas de cerco.

### Tipos de flechas e rêmiges
A forma mais comum de flecha consiste em uma haste, com uma ponta de flecha na extremidade dianteira e rêmiges e um encaixe na outra extremidade. Ao longo do tempo e da história, as flechas são normalmente transportadas em um recipiente conhecido como aljava, que pode assumir muitas formas diferentes. As hastes das flechas são normalmente compostas de madeira maciça, bambu, fibra de vidro, liga de alumínio, fibra de carbono ou materiais compostos. As flechas de madeira são propensas a se deformar. As flechas de fibra de vidro são frágeis, mas podem ser produzidas facilmente de acordo com especificações uniformes. As hastes de alumínio foram uma opção muito popular de alto desempenho na segunda metade do {{séc|XX}, devido à sua retidão, peso mais leve e, consequentemente, maior velocidade e trajetórias mais planas. As flechas de fibra de carbono se tornaram populares na década de 1990 porque são muito leves, voando ainda mais rápido e de forma mais plana do que as flechas de alumínio. Atualmente, as flechas mais populares em torneios e eventos olímpicos são feitas de materiais compostos.
A ponta da flecha é o principal componente funcional da flecha. Algumas flechas podem simplesmente usar uma ponta afiada da haste sólida, mas as pontas de flecha separadas são muito mais comuns, geralmente feitas de metal, pedra ou outros materiais duros. As formas mais comumente usadas são pontas de alvo, pontas de campo e pontas largas, embora também existam outros tipos, como bodkin, judô e cabeças cegas.
Tradicionalmente, o rêmige é feito de penas de aves, mas também são usadas palhetas de plástico sólido e palhetas finas em forma de folha. Elas são fixadas perto da extremidade do traseira (nock) da flecha com fita dupla de face fina, cola ou, tradicionalmente, com fio. A configuração mais comum em todas as culturas é de três rêmiges, embora até seis tenham sido usadas. Duas tornam a flecha instável durante o voo. Quando a flecha é de rêmige, eles são igualmente espaçados ao redor da haste, com um deles posicionado de forma que fique perpendicular ao arco quando encaixado na corda, embora variações sejam observadas com equipamentos modernos, especialmente quando se usam as modernas palhetas giratórias. Esse rêmige é chamado de "index fletch" ou "cock feather" (também conhecido como "the odd vane out" ou "the nocking vane"), e os outros são às vezes chamados de "hen feathers". Geralmente, a cock feather é de uma cor diferente. No entanto, se os arqueiros estiverem usando rêmige feito de pena ou material semelhante, eles podem usar palhetas da mesma cor, pois tintas diferentes podem dar rigidez variável às palhetas, resultando em menos precisão. Quando uma flecha tem quatro rêmiges, duas rêmiges opostas geralmente são penas de galo e, ocasionalmente, as rêmiges não são espaçadas uniformemente.
O rêmige pode ser de corte parabólico (penas curtas em uma curva parabólica suave) ou de corte em escudo (geralmente com o formato da metade de um escudo estreito), e geralmente é fixado em um ângulo, conhecido como rêmige helicoidal, para introduzir um giro estabilizador na flecha durante o voo. Seja com rêmige helicoidal ou reto, quando se usa rêmige natural (penas de aves), é fundamental que todas as penas venham do mesmo lado da ave. Rêmiges muito grandes podem ser usados para acentuar o arrasto e, assim, limitar significativamente o alcance da flecha; essas flechas são chamadas de flu-flus. O posicionamento incorreto dos rêmiges pode alterar drasticamente a trajetória de voo da flecha.

### Corda de arco
O dacron e outros materiais modernos oferecem alta resistência em relação ao seu peso e são usados na maioria dos arcos modernos. O linho e outros materiais tradicionais ainda são usados em arcos tradicionais. Existem vários métodos modernos de fabricação de uma corda de arco, como o "loop infinito" e a "torção flamenga". Quase qualquer fibra pode ser transformada em uma corda de arco. O autor de Arab Archery sugere a pele de um camelo jovem e emaciado. A Saga de Njál descreve a recusa de uma esposa, Hallgerður, em cortar seu cabelo para fazer uma corda de arco de emergência para seu marido, Gunnar Hámundarson, que é morto.

### Equipamento de proteção
A maioria dos arqueiros modernos usa uma braçadeira (também conhecido como protetor de antebraço) para proteger a parte interna do braço do arco de ser atingida pela corda e evitar que as roupas prendam a corda do arco. A braçadeira não protege o braço; a palavra vem do termo de arsenal "brassard", que significa uma manga ou distintivo blindado. O povo navajo desenvolveu braçadeiras altamente ornamentadas como itens de adorno não funcionais. Alguns arqueiros (quase todas as mulheres arqueiras) usam proteção no peito, chamada de protetor de peito ou plastron. O mito das amazonas era que elas tinham um seio removido para resolver esse problema. Roger Ascham menciona um arqueiro, presumivelmente com um estilo de tiro incomum, que usava uma proteção de couro no rosto.
Os dedos do saque normalmente são protegidos por uma dedeira, luva ou anel de couro para o polegar. Uma simples aba de couro é comumente usada, assim como uma luva de esqueleto. Os europeus medievais provavelmente usavam uma luva de couro completa.
Os arqueiros eurasiáticos que usavam o polegar ou a tração mongol protegiam seus polegares, geralmente com couro, de acordo com o autor de Arab Archery, mas também com anéis especiais de vários materiais duros. Muitos exemplos turcos e chineses que sobreviveram são obras de arte consideráveis. Alguns são tão altamente ornamentados que os usuários não poderiam usá-los para soltar uma flecha. Possivelmente, esses eram itens de adorno pessoal e, portanto, de valor, que permaneceram vivos, enquanto o couro não tinha praticamente nenhum valor intrínseco e também se deterioraria com o tempo. Na arqueria tradicional japonesa, é usada uma luva especial com uma crista para ajudar a puxar a corda.

### Gatilhos
Um gatilho é um dispositivo mecânico projetado para soltar as flechas de um arco composto de forma nítida e precisa. No mais comumente usado, a corda é liberada por um mecanismo de gatilho operado pelo dedo, mantido na mão do arqueiro ou preso ao pulso. Em outro tipo, conhecido como liberação de tensão traseira, a corda é liberada automaticamente quando puxada até uma tensão predeterminada.

### Estabilizadores
Os estabilizadores são montados em vários pontos do arco. Comuns em equipamentos de arqueria competitiva são os suportes especiais que permitem que vários estabilizadores sejam montados em vários ângulos para ajustar o equilíbrio do arco.
Os estabilizadores ajudam na mira, melhorando o equilíbrio do arco. Miras, aljavas, descansos e o design do riser (a parte central e não curvada do arco) tornam um lado do arco mais pesado. Uma das finalidades dos estabilizadores é compensar essas forças. O design de um riser reflexo fará com que o membro superior se incline na direção do atirador. Nesse caso, é necessário um estabilizador frontal mais pesado para compensar essa ação. Um design de riser deflexivo tem o efeito oposto e pode ser usado um estabilizador dianteiro mais leve.
Os estabilizadores podem reduzir o ruído e a vibração. Essas energias são absorvidas por polímeros viscoelásticos, géis, pós e outros materiais usados para construir estabilizadores.
Os estabilizadores melhoram a tolerância e a precisão ao aumentar o momento de inércia do arco para resistir ao movimento durante o processo de disparo. Os estabilizadores leves de carbono com extremidades pesadas são desejáveis porque melhoram o momento de inércia e minimizam o peso adicionado.

## Técnica e forma de disparo
A convenção padrão no ensino da arqueria é segurar o arco dependendo da dominância dos olhos. (Uma exceção é o kyudo moderno, em que todos os arqueiros são treinados para segurar o arco com a mão esquerda). Portanto, se a pessoa tiver dominância do olho direito, ela seguraria o arco com a mão esquerda e puxaria a corda com a mão direita. Entretanto, nem todos concordam com essa linha de pensamento. Uma liberação mais suave e mais fluida da corda produzirá disparos mais consistentes e repetitivos e, portanto, poderá proporcionar maior precisão no voo da flecha. Alguns acreditam que a mão com maior destreza deve ser a mão que puxa e solta a corda. Qualquer um dos olhos pode ser usado para mirar, e o olho menos dominante pode ser treinado com o tempo para se tornar mais eficaz para o uso. Para ajudar nesse processo, um tapa-olho pode ser usado temporariamente sobre o olho dominante.
A mão que segura o arco é chamada de mão do arco e seu braço é o braço do arco. A mão oposta é chamada de mão de desenho ou mão da corda. Termos como ombro do arco ou cotovelo da corda seguem a mesma convenção.
Se estiverem atirando de acordo com a dominância ocular, os arqueiros que dominam o olho direito convencionalmente seguram o arco com a mão esquerda. Ao atirar de acordo com a destreza da mão, o arqueiro puxa a corda com a mão que possui maior destreza, independentemente da dominância ocular.

### Forma moderna
Para atirar uma flecha, o arqueiro primeiro assume a postura correta. O corpo deve estar na posição perpendicular ou quase perpendicular ao alvo e à linha de tiro, com os pés afastados na largura dos ombros. À medida que o arqueiro progride do nível iniciante para o mais avançado, outras posturas, como a "postura aberta" ou a "postura fechada", podem ser usadas, embora muitos optem por manter a "postura neutra". Cada arqueiro tem uma preferência particular, mas, na maioria das vezes, esse termo indica que a perna mais distante da linha de tiro está a uma distância de meio a um pé inteiro do outro pé, no chão.
Para carregar, o arco é apontado para o chão, inclinado ligeiramente no sentido horário da vertical (para um atirador destro) e a haste da flecha é colocada no descanso ou na prateleira da flecha. A parte de trás da flecha é presa à corda do arco com o nock (uma pequena ranhura de travamento localizada na extremidade proximal da flecha). Essa etapa é chamada de "nocking". As flechas típicas com três palhetas devem ser orientadas de forma que uma única palheta, a "cock feather", esteja apontando para longe do arco, para melhorar a folga da flecha quando ela passa pelo descanso da flecha.
Um arco composto é equipado com um tipo especial de descanso de flecha, conhecido como lançador, e a flecha geralmente é carregada com a cock feather/palheta apontada para cima ou para baixo, dependendo do tipo de lançador usado.
A corda do arco e a flecha são seguradas com três dedos ou com um gatilho mecânico da flecha. Mais comumente, para os atiradores de dedo, o dedo indicador é colocado acima da flecha e os dois dedos seguintes abaixo, embora várias outras técnicas tenham seus adeptos em todo o mundo, envolvendo três dedos abaixo da flecha ou uma técnica de prender a flecha. O tiro instintivo é uma técnica que evita a mira e é frequentemente preferida pelos arqueiros tradicionais (atiradores de arcos longos e recurvos). No caso de dedo dividido ou três dedos embaixo, a corda geralmente é colocada na primeira ou na segunda articulação, ou então nas almofadas dos dedos. Ao usar um auxílio de liberação mecânica, a liberação é enganchada no D-loop.
Outro tipo de retenção de corda, usado em arcos tradicionais, é o tipo preferido pelos guerreiros mongóis, conhecido como estilo de "liberação com o polegar". Isso envolve o uso do polegar para puxar a corda, com os dedos enrolados ao redor do polegar para dar algum apoio. Para soltar a corda, os dedos são abertos e o polegar relaxa para permitir que a corda deslize para fora do polegar. Ao usar esse tipo de liberação, a flecha deve ficar no mesmo lado do arco que a mão que puxa a corda, ou seja, puxar com a mão esquerda corresponde à flecha estar no lado esquerdo do arco.
O arqueiro então levanta o arco e puxa a corda, com alinhamentos variados para posições de arco verticais ou ligeiramente inclinadas. Esse movimento é geralmente fluido para atiradores de arcos recurvos e longos, que tendem a variar de arqueiro para arqueiro. Os atiradores de arcos compostos geralmente experimentam um leve solavanco durante a puxada, por volta dos últimos 4 cm, onde o peso da puxada está em seu máximo, antes de relaxar em uma posição confortável e estável de puxada completa. O arqueiro puxa a mão da corda em direção ao rosto, onde ela deve descansar levemente em um ponto de ancoragem fixo. Esse ponto é consistente de tiro para tiro e geralmente fica no canto da boca, no queixo, na bochecha ou na orelha, dependendo do estilo de tiro preferido. O arqueiro segura o braço do arco para fora, na direção do alvo. O cotovelo desse braço deve ser girado de modo que o cotovelo interno fique perpendicular ao chão, embora os arqueiros com cotovelos hiperestendidos tendam a inclinar o cotovelo interno em direção ao chão, como exemplificado pelo arqueiro coreano Jang Yong-Ho. Isso mantém o antebraço fora do caminho da corda do arco.
Na forma moderna, o arqueiro fica ereto, formando um "T". Os músculos trapézios inferiores do arqueiro são usados para puxar a flecha até o ponto de ancoragem. Alguns arcos recursivos modernos são equipados com um dispositivo mecânico, chamado clicker, que produz um som de clique quando o arqueiro atinge o comprimento correto de tração. Em alguns arcos tradicionais ingleses, os atiradores de arco longo entram "no arco", exercendo força com o braço do arco e com o braço da mão da corda simultaneamente, especialmente quando usam arcos com pesos de tração de 45 kg a mais de 80 kg. Os arcos tradicionais com peso elevado (recurvos, arcos longos e similares) são liberados imediatamente ao atingirem a tração total com peso máximo, enquanto os arcos compostos atingem seu peso máximo em torno dos últimos 4 cm, diminuindo significativamente o peso de sustentação na tração total. Os arcos compostos geralmente são mantidos na tração total por um curto período de tempo para atingir a precisão máxima.
Normalmente, a flecha é liberada relaxando-se os dedos da mão de puxar (consulte puxada do arco) ou acionando o auxílio mecânico de liberação. Normalmente, a liberação visa manter o braço de saque rígido, a mão do arco relaxada e a flecha é movida para trás usando os músculos das costas, em vez de usar apenas os movimentos do braço. O arqueiro também deve prestar atenção ao recuo ou ao acompanhamento de seu corpo, pois isso pode indicar problemas de forma (técnica) que afetam a precisão.

## Métodos de mira
Há duas formas principais de mirar na arqueria: usando uma mira mecânica ou fixa, ou com o arco nu.
As miras mecânicas podem ser afixadas ao arco para ajudar na mira. Elas podem ser tão simples quanto um pino ou podem usar ótica com ampliação. Normalmente, elas também têm uma mira peep (mira traseira) embutida na corda, o que ajuda a manter um ponto de ancoragem consistente. Os arcos compostos modernos limitam automaticamente o comprimento da corda para proporcionar uma velocidade de flecha consistente, enquanto os arcos tradicionais permitem grande variação no comprimento da corda. Alguns arcos usam métodos mecânicos para tornar o comprimento de tração consistente. Os arqueiros de arco nu costumam usar um quadro de visão que inclui o alvo, o arco, a mão, a haste da flecha e a ponta da flecha, vistos ao mesmo tempo pelo arqueiro. Com um "ponto de ancoragem" fixo (onde a corda é levada até o rosto ou próxima a ele) e um braço de arco totalmente estendido, os disparos sucessivos feitos com a imagem da mira na mesma posição caem no mesmo ponto. Isso permite que o arqueiro ajuste a mira com tiros sucessivos para obter precisão.
Os equipamentos modernos de arqueria geralmente incluem miras. A mira instintiva é usada por muitos arqueiros que usam arcos tradicionais. As duas formas mais comuns de liberação não mecânica são o split-finger e o three-under. A mira split-finger exige que o arqueiro coloque o dedo indicador acima da flecha encaixada, enquanto os dedos médio e anular são colocados abaixo. A mira three-under coloca os dedos indicador, médio e anular sob a flecha nocauteada. Essa técnica permite que o arqueiro olhe melhor para baixo da flecha, pois a parte de trás da flecha está mais próxima do olho dominante, e é comumente chamada de "gun barreling" (referindo-se a técnicas comuns de mira usadas com armas de fogo).
Ao usar arcos curtos ou atirar a cavalo, é difícil usar a imagem da mira. O arqueiro pode olhar para o alvo, mas sem incluir a arma no campo de visão preciso. A mira, então, envolve a coordenação mão-olho, que inclui propriocepção e memória motor-muscular, semelhante à usada para arremessar uma bola. Com prática suficiente, esses arqueiros normalmente conseguem atingir uma boa precisão prática para a caça ou para a guerra. A mira sem visão pode permitir um disparo mais rápido, mas não aumenta a precisão.

### Disparo instintivo
O tiro instintivo é um estilo de tiro que inclui o método de mira com arco nu que se baseia fortemente na mente subconsciente, na propriocepção e na memória motora/muscular para fazer ajustes de mira; o termo usado para se referir a uma categoria geral de arqueiros que não usavam uma mira mecânica ou fixa. Em outras palavras, é atirar "sentindo".

### Gap shooting
O gap shooting é um método de mira usado por atiradores instintivos que envolve a concentração consciente na ponta da flecha enquanto se mantém atento ao alvo. O arqueiro deve ajustar a trajetória da flecha medindo a distância entre a ponta da flecha e o alvo, garantindo tiros precisos.

## Física
Quando um projétil é arremessado manualmente, a velocidade do projétil é determinada pela energia cinética transmitida pelos músculos do arremessador que realizam o trabalho. No entanto, a energia deve ser transmitida em uma distância limitada (determinada pelo comprimento do braço) e, portanto, (porque o projétil está acelerando) em um tempo limitado, de modo que o fator limitante não é o trabalho, mas a potência, que determina quanta energia pode ser adicionada no tempo limitado disponível. A potência gerada pelos músculos, no entanto, é limitada pela relação força-velocidade e, mesmo na velocidade de contração ideal para a produção de potência, o trabalho total do músculo é menos da metade do que seria se o músculo se contraísse na mesma distância em velocidades lentas, resultando em menos de 1/4 da velocidade de lançamento do projétil possível sem as limitações da relação força-velocidade.
Quando um arco é usado, os músculos são capazes de realizar o trabalho muito mais lentamente, resultando em maior força e maior trabalho realizado. Esse trabalho é armazenado no arco como energia potencial elástica e, quando a corda do arco é liberada, essa energia armazenada é transmitida à flecha muito mais rapidamente do que pode ser fornecida pelos músculos, resultando em uma velocidade muito maior e, portanto, em uma distância maior. Esse mesmo processo é empregado pelas rãs, que usam tendões elásticos para aumentar a distância do salto. Na arqueria, parte da energia se dissipa por meio da histerese elástica, reduzindo a quantidade total liberada quando o arco é disparado. Da energia restante, parte é amortecida pelos membros do arco e pela corda do arco. Dependendo da elasticidade da flecha, parte da energia também é absorvida pela compressão da flecha, principalmente porque a liberação da corda do arco raramente está alinhada com a haste da flecha, fazendo com que ela se flexione para um lado. Isso ocorre porque a corda do arco acelera mais rápido do que os dedos do arqueiro podem abrir e, consequentemente, algum movimento lateral é transmitido à corda e, portanto, ao encaixe da flecha, pois a força e a velocidade do arco puxam a corda para fora dos dedos que a abrem.
Mesmo com um mecanismo de auxílio à liberação, geralmente ocorre um pouco desse efeito, pois a corda sempre acelera mais rápido do que a parte de retenção do mecanismo. Isso faz com que a flecha oscile durante o voo - seu centro se flexiona para um lado e depois para o outro repetidamente, diminuindo gradualmente à medida que o voo da flecha prossegue. Isso é claramente visível em fotografias de alta velocidade de flechas durante a descarga. Um efeito direto dessas transferências de energia pode ser visto claramente durante o disparo a seco. O disparo seco refere-se a soltar a corda do arco sem uma flecha encaixada. Como não há flecha para receber a energia potencial armazenada, quase toda a energia permanece no arco. Alguns sugeriram que o disparo a seco pode causar danos físicos ao arco, como rachaduras e fraturas - e, como a maioria dos arcos não é feita especificamente para lidar com as altas quantidades de energia que o disparo a seco produz, este nunca deve ser feito.
As flechas modernas são fabricadas com uma "coluna vertebral" especificada ou com uma classificação de rigidez para manter a flexão correspondente e, portanto, a precisão da mira. Essa flexão pode ser uma característica desejável, pois, quando a espinha da haste corresponde à aceleração do arco (corda), a flecha se dobra ou flexiona em torno do arco e de qualquer suporte de flecha e, consequentemente, a flecha e as rêmiges têm um voo desimpedido. Essa característica é conhecida como o paradoxo do arqueiro. Ela mantém a precisão, pois se uma parte da flecha atingisse um golpe de relance na descarga, haveria alguma inconsistência e a excelente precisão dos equipamentos modernos não seria alcançada.
O voo preciso de uma flecha depende de seus rêmiges. O fabricante da flecha (um "flecheiro") pode organizar os rêmiges para fazer com que a flecha gire ao longo de seu eixo. Isso melhora a precisão ao reduzir o acúmulo de pressão que, de outra forma, faria com que a flecha "planasse" no ar em uma direção aleatória após o disparo. Mesmo com uma flecha feita com cuidado, a menor imperfeição ou movimento do ar causa alguma turbulência desequilibrada no fluxo de ar. Consequentemente, a rotação cria uma equalização dessa turbulência, o que, em geral, mantém a direção pretendida do voo, ou seja, a precisão. Essa rotação não deve ser confundida com a rápida rotação giroscópica de uma bala de rifle. O rêmige que não é organizado para induzir a rotação ainda melhora a precisão ao causar um arrasto restaurador sempre que a flecha se inclina em relação à direção pretendida de viagem.
O aspecto inovador da invenção do arco e flecha foi a quantidade de energia fornecida a uma área extremamente pequena pela flecha. A enorme relação entre o comprimento e a área da seção transversal, juntamente com a velocidade, tornou a flecha mais poderosa do que qualquer outra arma de mão até a invenção das armas de fogo. As flechas podem espalhar ou concentrar a força, dependendo da aplicação. As flechas de treinamento, por exemplo, têm uma ponta romba que espalha a força em uma área mais ampla para reduzir o risco de ferimentos ou limitar a penetração. As flechas projetadas para perfurar armaduras na Idade Média usavam uma ponta muito estreita e afiada ("bodkinhead") para concentrar a força. As flechas usadas para caça usavam uma ponta estreita ("broadhead") que se alarga ainda mais para facilitar a penetração e um grande ferimento.

## Caça
O uso da arqueria para capturar animais de caça é conhecido como "caça com arco". A caça com arco é muito diferente da caça com armas de fogo, pois a distância entre o caçador e a presa deve ser muito menor para garantir o abate. Portanto, as habilidades e práticas da caça com arco enfatizam uma aproximação muito próxima da presa, seja por meio de caça silenciosa, perseguição ou espera em uma cega ou em uma árvore. Em muitos países, incluindo grande parte dos Estados Unidos, a caça com arco para animais grandes e pequenos é legal. Os caçadores com arco geralmente desfrutam de temporadas mais longas do que as permitidas com outras formas de caça, como pólvora negra, espingarda ou rifle. Em geral, os arcos compostos são usados para caça de animais de grande porte devido ao tempo relativamente curto necessário para dominá-los, ao contrário do arco longo ou do arco recurvo. Esses arcos compostos podem ter miras de fibra óptica, estabilizadores e outros acessórios projetados para aumentar a precisão em distâncias maiores. O uso de um arco e flecha para pescar é conhecido como "pesca com arco".

## Arqueria competitiva moderna
A arqueria competitiva envolve atirar flechas em um alvo para obter precisão a partir de uma distância ou distâncias definidas. Essa é a forma mais popular de tiro com arco competitivo em todo o mundo e é chamada de tiro com arco em alvo. Uma forma particularmente popular na Europa e nos Estados Unidos é a arqueria de campo, que consiste em atirar em alvos geralmente colocados a várias distâncias em um ambiente arborizado. O tiro com arco competitivo nos Estados Unidos é regido pela USA Archery e pela Associação Nacional de Arqueria de Campo (NFAA), que também certifica instrutores.
A para-arqueria é uma adaptação do tiro com arco para atletas com deficiência, regida pela Federação Mundial de Tiro com Arco (WA), e é um dos esportes dos Jogos Paraolímpicos de Verão. Há também várias outras formas menos conhecidas e históricas de tiro com arco, bem como o tiro com arco em voo, em que o objetivo é atirar a maior distância.